# Вільяфранка-де-ла-Сьєрра
Вільяфранка-де-ла-Сьєрра (ісп. Villafranca de la Sierra) — муніципалітет в Іспанії, у складі автономної спільноти Кастилія-і-Леон, у провінції Авіла. Населення — 152 особи (2010).
Муніципалітет розташований на відстані близько 130 км на захід від Мадрида, 48 км на захід від Авіли.
На території муніципалітету розташовані такі населені пункти: (дані про населення за 2010 рік)
- Ла-Рібера: 1 особа
- Вільяфранка-де-ла-Сьєрра: 151 особа

## Демографія
Динаміка населення (INE ):

## Галерея зображень

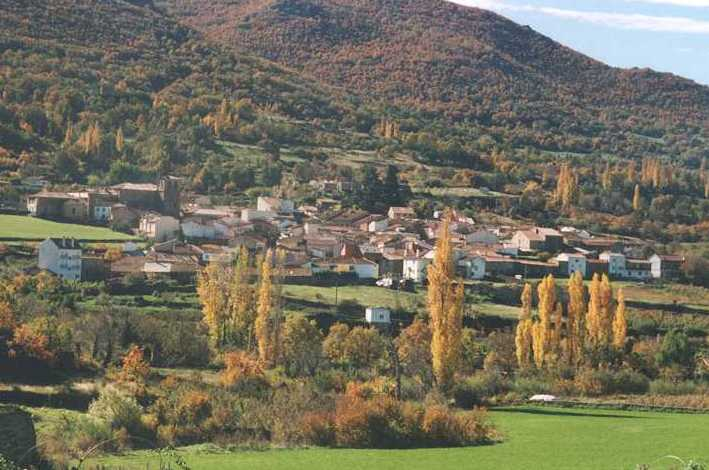
Вільяфранка восени
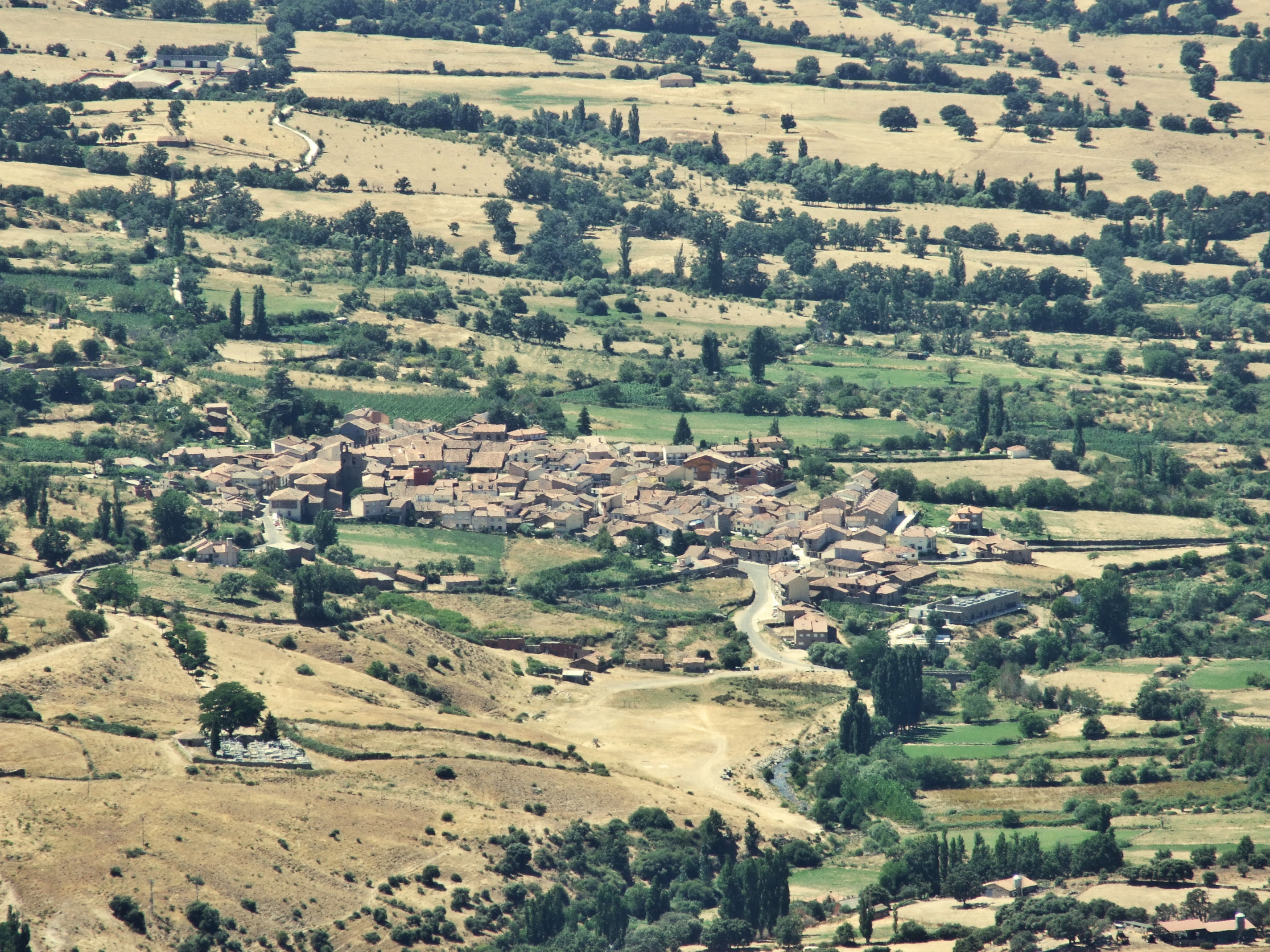
Вільяфранка
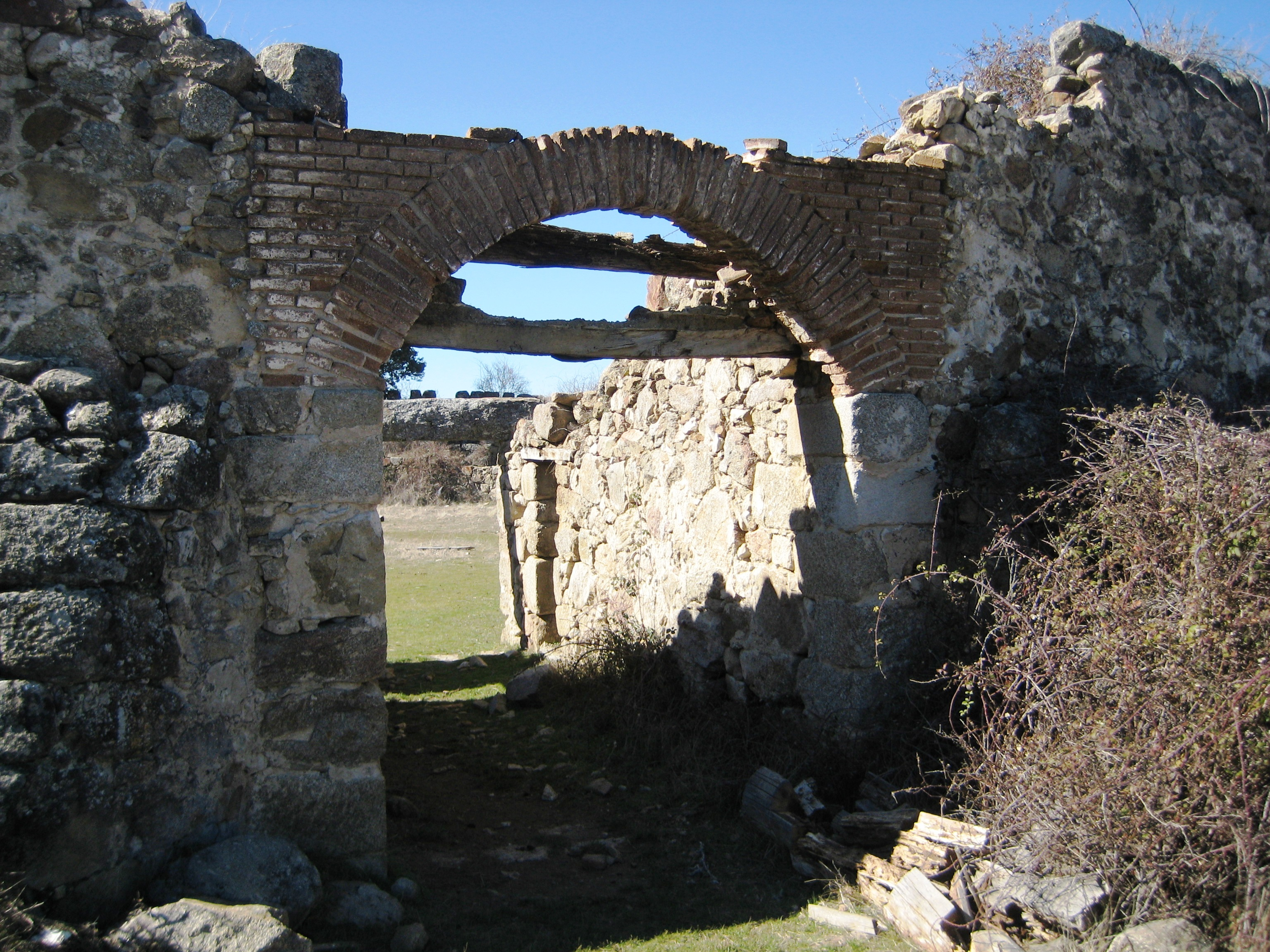
Пласа-де-торос
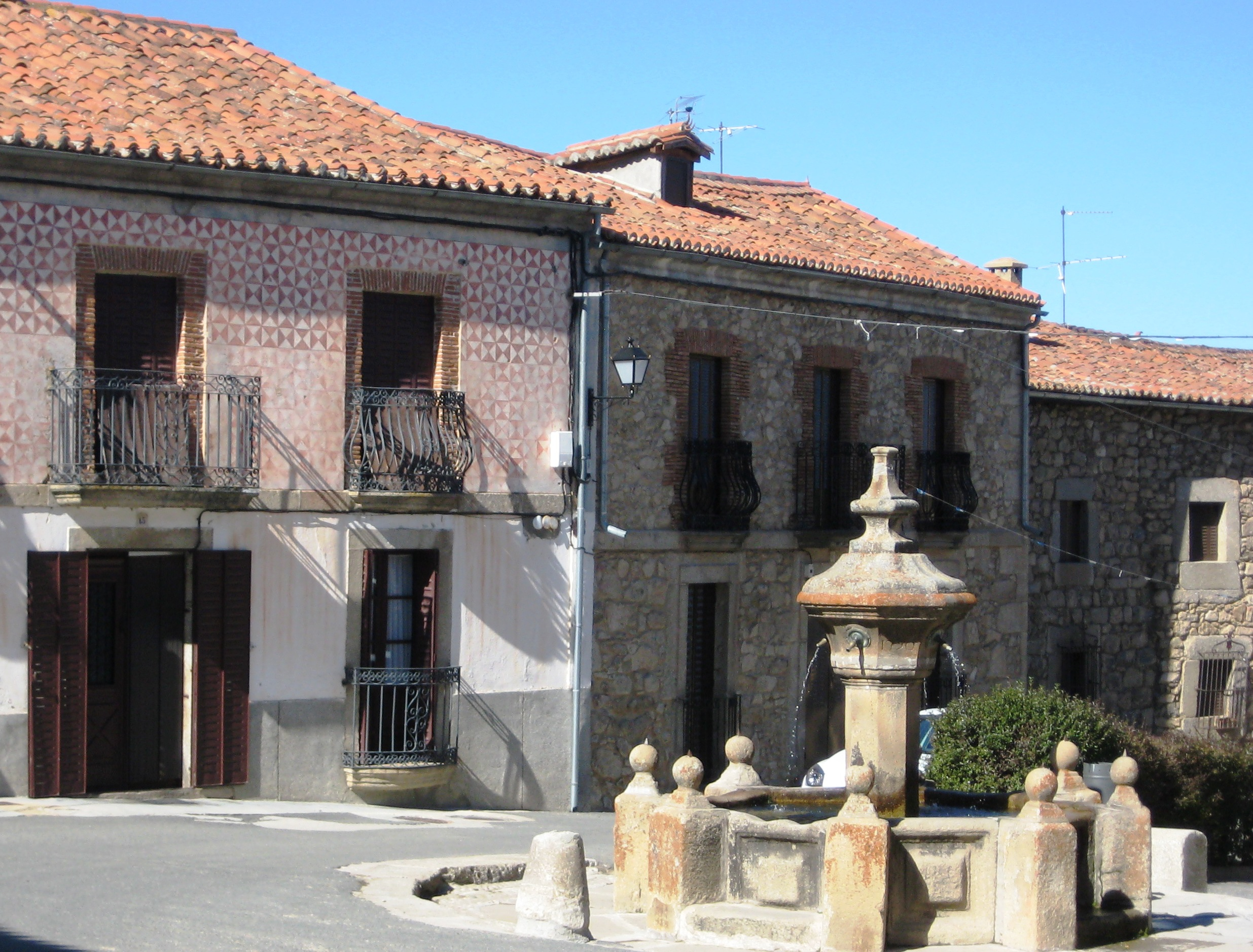
Центральна площа
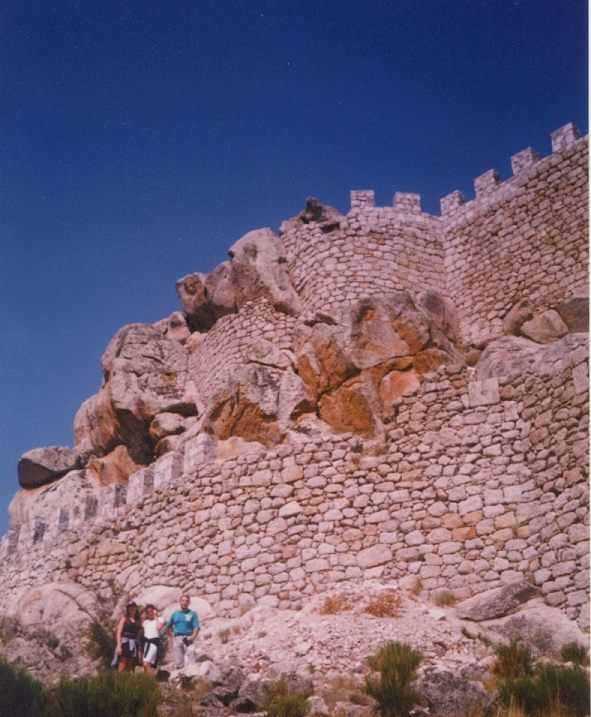
Замок Манкеоспесе